# ناباوران
ناباوران (به انگلیسی: The Unbelievers) فیلم مستندی است که به سخنان دو دانشمند معروف ریچارد داوکینز و لاورنس کراوس می‌پردازد. آنها در مورد اهمیت علم و عقل در دنیای امروز و همچنین ترغیب کردن افراد به رها کردن رویکردهای کهنه مذهبی و سیاسی نسبت به موضوعات مهم فعلی، در برابر عموم و در سرتاسر جهان صحبت می‌کنند. فیلم شامل مصاحبه‌هایی با افراد بانفوذ و مشهور مانند استیون هاوکینگ، آیان حرصی علی، سم هریس، کامرون دیاز، وودی آلن، پن ژیلت، ایان مک‌یوون و دیوید سیلورمن است.